# Mauston
Mauston es una ciudad ubicada en el condado de Juneau en el estado estadounidense de Wisconsin. En el Censo de 2010 tenía una población de 4.423 habitantes y una densidad poblacional de 355,85 personas por km².

## Geografía
Mauston se encuentra ubicada en las coordenadas 43°48′5″N 90°4′56″O / 43.80139, -90.08222. Según la Oficina del Censo de los Estados Unidos, Mauston tiene una superficie total de 12.43 km², de la cual 11.38 km² corresponden a tierra firme y (8.42%) 1.05 km² es agua.

## Demografía
Según el censo de 2010, había 4.423 personas residiendo en Mauston. La densidad de población era de 355,85 hab./km². De los 4.423 habitantes, Mauston estaba compuesto por el 92.77% blancos, el 2.58% eran afroamericanos, el 1.2% eran amerindios, el 0.7% eran asiáticos, el 0.05% eran isleños del Pacífico, el 0.75% eran de otras razas y el 1.97% pertenecían a dos o más razas. Del total de la población el 3.48% eran hispanos o latinos de cualquier raza.